# Р-145БМ
Р-145БМ «Чайка» — советская командно-штабная машина. Создана на базе бронетранспортёра БТР-60ПА.

## Описание конструкции
Основным предназначением Р-145БМ является организация радиосвязи в подвижных пунктах управления.

### Броневой корпус и башня
Внутренняя часть корпуса машины имеет два отсека. В передней части машины находится командирское отделение, в задней — аппаратное.
В командирском отсеке находятся:
1. пульты командира;
2. пульт офицера;
3. пульт водителя;
4. громкоговоритель;
5. радиостанция со штыревой антенной;
6. телескопическая мачта.

В аппаратном отсеке размещены:
1. радиостанции и блоки питания к ним;
2. согласующее антенное устройство к радиостанции Р-111 со штыревой антенной;
3. пульт радиста;
4. блок симметрирующий и согласующий;
5. выносное согласующее устройство к радиостанции Р-130М;
6. устройство Р-012М.

### Средства наблюдения и связи
Р-145БМ поддерживает надёжную двустороннюю связь на среднепересечённой местности.
В машине установлены следующие радиостанции:
1. Р-130М;
2. Р-111;
3. Р-123МТ.

#### Р-123МТ
Р-123МТ является ультракоротковолновой широкодиапазонной радиостанцией с частотной модуляцией, имеет возможность автоматической перестройки на одну из четырёх заранее подготовленных частот.
| Таблица ТТХ составных частей радиостанции Р-123МТ |                        |                      |                                           |
| Тип антенны                                       | Дальность действия, км | Диапазон частот, МГц | Характер работы                           |
| Штыревая антенна 4 м                              | 20                     | 20—51,50             | На стоянке и в движении                   |
| Штыревая Антенна 4 м широкодиапазонная            | 35                     | 30—51,50             | Одна машина в движении, другая на стоянке |
| Широкодиапазонная антенна                         | 40                     | 30—51,50             | На стоянке                                |

#### Р-130М
Р-130М является коротковолновой радиостанцией с однополосной модуляцией.
| Таблица ТТХ составных частей радиостанции Р-130М |                        |                      |                         |
| Тип антенны                                      | Дальность действия, км | Диапазон частот, МГц | Характер работы         |
| Антенна зенитного излучения, симметричная        | 75                     | 2,00—10,50           | На стоянке и в движении |
| Антенна зенитного излучения, несимметричная      | 45                     | 1,50—10,50           | На стоянке и в движении |
| Антенна, симметричный диполь                     | 350                    | 1,50—10,99           | На стоянке              |

#### Р-111
Р-111 является ультракоротковолновой радиостанцией с частотной модуляцией.
| Таблица ТТХ составных частей радиостанции Р-111 |                        |                      |                                           |
| Тип антенны                                     | Дальность действия, км | Диапазон частот, МГц | Характер работы                           |
| Штыревая антенна 3,4 м                          | 35                     | 20—52                | На стоянке и в движении                   |
| Штыревая Антенна 3,4 м широкодиапазонная        | 50                     | 30—52                | Одна машина в движении, другая на стоянке |
| Широкодиапазонная антенна                       | 75                     | 30—52                | На стоянке                                |

## Операторы
- СССР — 95 единиц Р-145БМ в зоне «до Урала», по состоянию на 1991 год[6], перешли к образовавшимся после распада государствам

## Музейные экспонаты
- Болгария — Национальный военно-исторический музей в Софии.
- Россия:
  - Военно-исторический музей артиллерии, инженерных войск и войск связи в Санкт-Петербурге.
  - Технический музей Г.К. Сахарова в Тольятти
- Венгрия — Национальный военный музей в Замарди.
- Украина — Постамент института связи